# Metropolis (Grosz)
Metropolis è un dipinto del pittore tedesco George Grosz dipinto tra il 1916 e il 1917 e conservato presso il museo Thyssen-Bornemisza di Madrid.

## Storia
Dopo essere saliti al potere negli anni trenta, i nazisti bandirono l'arte moderna. Grosz fu bollato come "degenerato" e la sua opera Metropolis esposta nella mostra Entartete Kunst, voluta per umiliare il modernismo e, più in generale, l'arte ritenuta non conforme dal regime. Poco dopo fu una delle opere vendute dal regime alla Galleria Fischer di Lucerna per raccogliere fondi per il programma di riarmo. Venne successivamente comprata dal commerciante tedesco Kurt Valentin, che la portò con sé a New York, dove aprì la Buchholz Gallery. Grosz, che giunse negli USA nel 1933, acquistò l'opera appena riuscì a migliorare la sua situazione economica. Il dipinto appartenne per qualche tempo anche a Richard L. Feigen, dopodiché entrò nella collezione del museo Thyssen-Bornemisza di Madrid.

## Descrizione
La trasformazione delle città in gigantesche metropoli era uno dei temi preferiti dagli artisti del primo Novecento. Nel tentativo di catturare questo cambiamento, Grosz ritrae Berlino nel mezzo della prima guerra mondiale attraverso il suo stile espressionista, servendosi soprattutto del colore rosso, in una scena molto caotica. La scena, che segue i dettami del cubismo e del futurismo, presenta una prospettiva esagerata e figure che si sovrappongono al fine di ricreare il ritmo febbrile della vita cittadina. Ma, a dispetto di quello che avrebbero fatto altri artisti che elogiavano la modernità e il progresso, Grosz conferì all'opera una dimensione apocalittica per rivelare la follia e i desideri autopunitivi dell'uomo.